# Campillo de Altobuey
Campillo de Altobuey és un municipi de la província de Conca de la comunitat autònoma de Castella la Manxa. Està situat al sud de la província, a 65 km de Conca. Té una població de 1716 habitants (cens de 2007) i un territori de 172 km². El poble està situat a 935 m d'altitud. Limita amb els municipis de Motilla del Palancar, Gabaldón, Almodóvar del Pinar, Paracuellos, Enguídanos, Puebla del Salvador i Iniesta.

## Administració
| Període      | Nom de l'alcalde/-essa | Partit polític | Data de possessió |
| ------------ | ---------------------- | -------------- | ----------------- |
| 1979 - 1983  |                        |                | 19/04/1979        |
| 1983 - 1987  |                        |                | 28/05/1983        |
| 1987 - 1991  |                        |                | 30/06/1987        |
| 1991 - 1995  |                        |                | 15/06/1991        |
| 1995 - 1999  |                        |                | 17/06/1995        |
| 1999 - 2003  | Jose María Millas      | PP             | 03/07/1999        |
| 2003 - 2007  | Francisco López López  | PSOE           | 14/06/2003        |
| 2007 - 2011  | Francisco López López  | PSOE           | 16/06/2007        |
| 2011 - 2015  | n/d                    | n/d            | 11/06/2011        |
| 2015 - 2019  | n/d                    | n/d            | 13/06/2015        |
| 2019 - 2023  | n/d                    | n/d            | 15/06/2019        |
| Des del 2023 | n/d                    | n/d            | 17/06/2023        |